# André-Joseph Exaudet

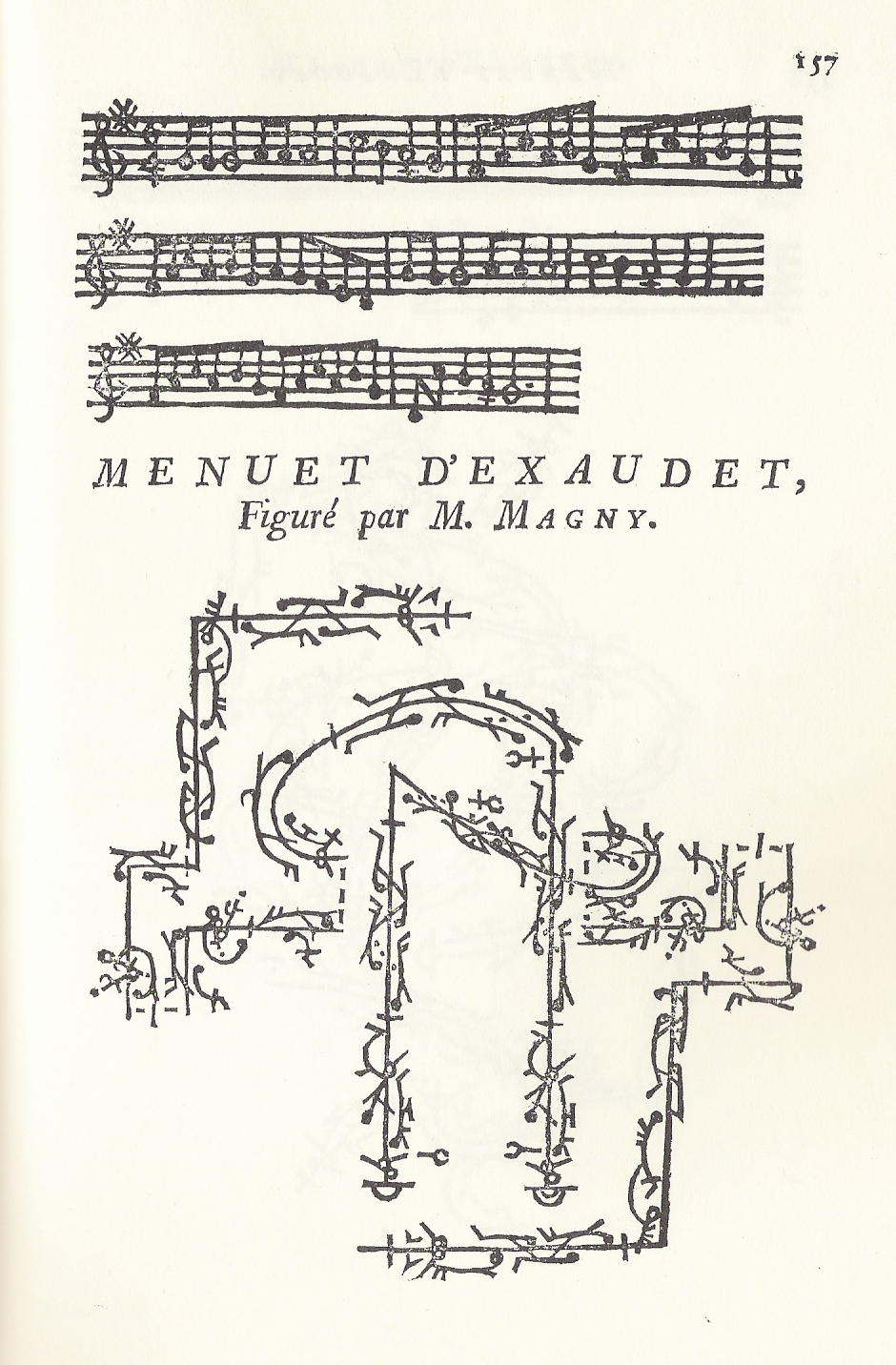
Menuet d'Exaudet
(Magny, Principes de chorégraphie, Paris, 1765)

André-Joseph Exaudet, né en 1710 à Rouen et mort le 13 août 1762 à Saint-Germain-en-Laye, est un violoniste et compositeur français.
Tenant le premier violon aux concerts donnés à Rouen, sa réputation d’habile musicien le fait bientôt appeler à Paris, puis recevoir en 1749 à l’Académie royale de Musique où il devient répétiteur et violon soliste. Deux ans plus tard, il entre au Concert Spirituel. Doué de beaucoup de talent et d’imagination, il se fait alors connaître, en 1751, par un menuet qui porte son nom et l’a rendu fameux dans la musique : ce menuet a servi de timbre à plus de deux cents chansons de tous styles. Chaque fois que la danse de l’ancien temps a été rappelée dans une œuvre dramatique, un ballet surtout, on a entendu sonner ce menuet, qui figure dans son recueil de Six Sonates en trio.

## Discographie
Concerto à cinq instruments en Mi bémol majeur, Ensemble Diderot. CD Audax 2021